# 阆中圣约翰座堂
阆中圣约翰座堂位于中国四川省阆中市，由来自澳大利亚的饶哲夫教士（George A. Rogers）设计，中西合璧风格，建成于1914年，可容纳2000人。圣约翰座堂现名福音堂，为中国西南地区规模最大的教堂，被列为四川省文物保护单位。
圣约翰座堂为中华圣公会华西教区及之後東川教區的主教座堂，该教区首任主教为剑桥七杰之一的盖士利。1913年6月17日，圣约翰座堂奠基。1914年12月14日落成。12月20日，湘鄂教区吴德施主教主持了祝献典礼。1925年11月，盖士利主教夫妇病逝，合葬于教堂的花园中。
2002年12月27日公佈為四川省文物保護單位。華光樓、福音堂、圓覺寺大殿、觀音寺、騰王亭子石塔、清真寺、天宮院併入巴巴寺、川北道貢院，並改名為閬中古建築群。2004年，阆中圣约翰座堂开始大规模的维修，以期能列入国家重点文物保护单位名单。2008年汶川地震中损毁严重，被鉴定为C级危房，停止礼拜。2010年5月19日，由重庆市洪江古建筑公司负责修复工程，2011年12月17日通过国家文物专家组验收。